# C-1 (esplosivo)
Il C-1 o Composto C è un esplosivo al plastico appartenente alla famiglia degli esplosivi della Composizione C (o dei composti C), insieme a C-2, C-3 e C-4. Venne sviluppato nel corso della Seconda Guerra Mondiale dalla Gran Bretagna, per poi essere impiegato dagli Stati Uniti.

## Composizione
L'esplosivo è formato da una miscela di ciclotrimetilentrinitroammina (conosciuta anche come RDX, ciclonite, o T4) nella misura dell'88,3% e plastificanti per il rimanente 11,7%.